# Saint-Ébremond-de-Bonfossé
Saint-Ébremond-de-Bonfossé ist eine französische Ortschaft und eine Commune déléguée in der Gemeinde Canisy mit 700 Einwohnern (Stand 1. Januar 2022) im  Département Manche in der Normandie. Die Gemeinde Saint-Ébremond-de-Bonfossé wurde mit Wirkung vom 1. Januar 2017 nach Canisy eingemeindet. Nachbarorte sind Canisy im Nordwesten, Saint-Gilles im Norden, Saint-Lô im Nordosten, Gourfaleur im Osten, Saint-Samson-de-Bonfossé im Südosten und Saint-Martin-de-Bonfossé im Südwesten. 

## Bevölkerungsentwicklung
| Jahr      | 1962 | 1968 | 1975 | 1982 | 1990 | 1999 | 2008 | 2015 |
| --------- | ---- | ---- | ---- | ---- | ---- | ---- | ---- | ---- |
| Einwohner | 556  | 544  | 544  | 672  | 692  | 650  | 737  | 727  |

## Sehenswürdigkeiten

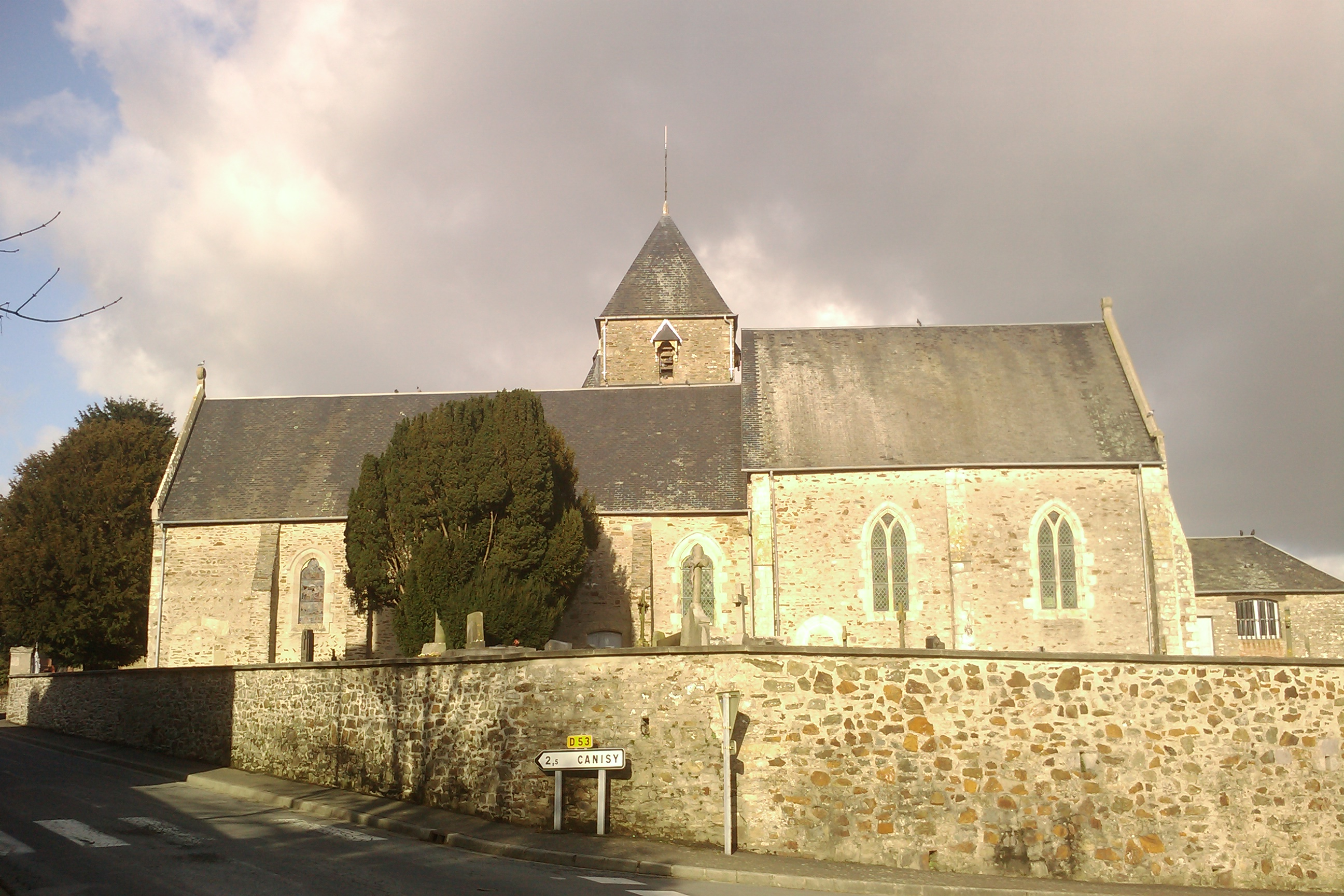
Kirche Saint-Ébremond